# Куп Србије у фудбалу 2015/16.
Куп Србије у фудбалу 2015/16. је десето такмичење организовано под овим називом од стране Фудбалског савеза Србије.

## Пропозиције такмичења

### Календар такмичења
- Претколо: 2. септембар 2015.
- Шеснаестина финала: 28. октобар 2015.
- Осмина финала: 2. децембар 2015.
- Четвртина финала: 2. март 2016.
- Полуфинале: 16. март 2016. (I утак.), 20. април 2016. (II утак.)
- Финале: 11. мај 2016.

## Претколо
Жреб парова преткола Купа Србије у сезони 2015/16. обављен је 20. августа 2015. године
У претколу одиграном 2. септембра 2015. године састали су се победници куп такмичења по регионима и најслабије пласиране екипе из прошле сезоне у Првој лиги Србије. Игра се једна утакмица код првоименоване екипе. У случају нерешеног резултата после регуларног тока утакмице, одмах се изводе једанаестерци. Резултати постигнути након извођења једанаестераца приказани су у загради.
| Утак. | Клуб, Место             | Резултат  | Клуб, Место             |
| ----- | ----------------------- | --------- | ----------------------- |
| 1.    | Земун, Београд          | 1:0       | Јединство Путеви, Ужице |
| 2.    | Лозница, Лозница        | 2:0       | Слобода Поинт, Ужице    |
| 3.    | Јединство, Параћин      | 0:1       | Моравац Орион, Мрштане  |
| 4.    | ЧСК Пивара, Челарево    | 1:0       | Мачва, Шабац            |
| 5.    | Мокра Гора, Зубин Поток | 2:2 (7:6) | Слога, Краљево          |

## Шеснаестина финала
Жреб парова шеснаестине финала Купа Србије у сезони 2015/16. обављен је 13. октобра 2015. године.
Сви мечеви су одиграни 28. октобра 2015. године, осим утакмице ЧСК Пивара - Борац Чачак која је била заказана за 27. октобар. Игра се једна утакмица код првоименоване екипе. Према пропозицијама такмичења, уколико се утакмица заврши нерешеним резултатом, одмах ће се изводити једанаестерци. Резултати постигнути након извођења једанаестераца приказани су у загради.
| Утак. | Клуб, Место              | Резултат  | Клуб, Место               |
| ----- | ------------------------ | --------- | ------------------------- |
| 1.    | Мокра Гора, Зубин Поток  | 1:3       | Чукарички, Београд        |
| 2.    | Синђелић, Београд        | 0:2       | Партизан, Београд         |
| 3.    | Бачка, Бачка Паланка     | 1:3       | Црвена звезда, Београд    |
| 4.    | Колубара, Лазаревац      | 0:0 (4:5) | Војводина, Нови Сад       |
| 5.    | Лозница, Лозница         | 1:2       | Раднички, Ниш             |
| 6.    | БСК Борча, Борча         | 3:1       | Младост, Лучани           |
| 7.    | Нови Пазар, Нови Пазар   | 0:2       | Јавор Матис, Ивањица      |
| 8.    | Земун, Београд           | 0:1       | Спартак, Суботица         |
| 9.    | Пролетер, Нови Сад       | 0:1       | Јагодина, Јагодина        |
| 10.   | Моравац Орион, Мрштане   | 0:3       | Напредак, Крушевац        |
| 11.   | Металац, Горњи Милановац | 3:3 (6:7) | ОФК Београд, Београд      |
| 12.   | ЧСК Пивара, Челарево     | 0:1       | Борац, Чачак              |
| 13.   | Слога, Петровац на Млави | 0:0 (1:4) | Вождовац, Београд         |
| 14.   | Бежанија, Београд        | 0:0 (6:5) | Раднички 1923, Крагујевац |
| 15.   | Радник, Сурдулица        | 0:0 (3:4) | Доњи Срем, Пећинци        |
| 16.   | Инђија, Инђија           | 1:0       | Рад, Београд              |

## Осмина финала
Жреб парова осмине финала Купа Србије у сезони 2015/16. обављен је 18. новембра 2015. године.
Сви мечеви су одиграни 2. децембра 2015. године. Игра се једна утакмица код првоименоване екипе. Према пропозицијама такмичења, уколико се утакмица заврши нерешеним резултатом, одмах ће се изводити једанаестерци. Резултати постигнути након извођења једанаестераца приказани су у загради.
| Утак. | Клуб, Место            | Резултат  | Клуб, Место        |
| ----- | ---------------------- | --------- | ------------------ |
| 1.    | Јавор Матис, Ивањица   | 1:1 (4:3) | Чукарички, Београд |
| 2.    | Вождовац, Београд      | 0:1       | Партизан, Београд  |
| 3.    | Црвена звезда, Београд | 1:5       | Борац, Чачак       |
| 4.    | Напредак, Крушевац     | 0:2       | Раднички, Ниш      |
| 5.    | Војводина, Нови Сад    | 1:0       | Инђија, Инђија     |
| 6.    | Јагодина, Јагодина     | 2:0       | БСК Борча, Борча   |
| 7.    | Спартак, Суботица      | 3:2       | Бежанија, Београд  |
| 8.    | ОФК Београд, Београд   | 5:0       | Доњи Срем, Пећинци |

## Четвртфинале
Жреб парова четвртфинала Купа Србије у сезони 2015/16. обављен је 24. децембра 2015. године.
Сви мечеви су одиграни 2. марта 2016. године. Игра се једна утакмица код првоименоване екипе. Према пропозицијама такмичења, уколико се утакмица заврши нерешеним резултатом, одмах ће се изводити једанаестерци. Резултати постигнути након извођења једанаестераца приказани су у загради.
| Утак. | Клуб, Место          | Резултат  | Клуб, Место          |
| ----- | -------------------- | --------- | -------------------- |
| 1.    | Партизан, Београд    | 2:0       | Раднички, Ниш        |
| 2.    | Јавор Матис, Ивањица | 2:2 (5:3) | Војводина, Нови Сад  |
| 3.    | Борац, Чачак         | 2:0       | ОФК Београд, Београд |
| 4.    | Јагодина, Јагодина   | 0:2       | Спартак, Суботица    |

## Полуфинале
Жреб парова полуфинала Купа Србије у сезони 2015/16. обављен је 8. марта 2016. године.

### Прва утакмица
| Јавор Матис           | 2 : 1 | Борац Чачак |
| --------------------- | ----- | ----------- |
| Силва 7’ · Дражић 49’ |       | Костић 54’  |

| Партизан | 0 : 0 | Спартак Суботица |
| -------- | ----- | ---------------- |
|          |       |                  |

### Друга утакмица
| Борац Чачак   | 1 : 1 | Јавор Матис |
| ------------- | ----- | ----------- |
| Вујаклија 55’ |       | Доцић 63’   |

| Спартак Суботица | 0 : 3 | Партизан                                       |
| ---------------- | ----- | ---------------------------------------------- |
|                  |       | Михајловић 2’ · Влаховић 84’ · Бандаловски 90’ |

## Финале
| Партизан                       | 2:0 | Јавор Матис |
| ------------------------------ | --- | ----------- |
| Јовановић 35’ · Влаховић 90+5’ |     |             |

| Победник Купа Србије у фудбалу 2015/16. |
| --------------------------------------- |
|                                         |
| ФК Партизан 4. титула                   |